# Mircea Chiriac
Mircea Chiriac (* 19. Mai 1919 in Bukarest; † 1. Dezember 1994 ebenda) war ein rumänischer Komponist.

## Leben
Chiriac begann seine Musikausbildung 1933 in Bukarest bei Ion Baston und Nicolae Oancea (Musiktheorie und Solfège). Von 1936 bis 1945 studierte er am Konservatorium Musiktheorie und Solfège bei Victor Gheorghiu, Harmonielehre bei Ion Nonna Otescu, Kontrapunkt und Komposition bei Mihail Jora, Partiturlesen und Orchesterdirigieren bei Ionel Perlea, Chorleitung bei Ştefan Popescu und Musikgeschichte und Folklore bei Constantin Brăiloiu. Auf dem Gebiet der Orchestrierung vervollkommnete er seine Ausbildung bei Theodor Rogalski und Alfred Alessandrescu. Parallel dazu studierte er bis 1942 an der juristischen Fakultät der Universität Bukarest.
Von 1941 bis 1947 war Chiriac musikalischer Berater der Rumänischen Hörfunkgesellschaft. 1948–49 war er Leiter des Musikensembles der staatlichen Eisenbahngesellschaft Căile Ferate Române (Ansamblul CFR-Giulești). Er unternahm Folkloresammlungen in verschiedenen Teilen Rumäniens und war von 1949 bis 1953 wissenschaftlicher Mitarbeiter am Institut für Folklore in Bukarest. Von 1950 bis 1955 wirkte er als musikalischer Berater des Ansamblul Ciocârlia, von 1962 bis 1975 war er Professor für Harmonielehre am Konservatorium Ciprian Porumbescu. Neben  Artikeln und Studien in Zeitschriften wie Scînteia, Muzica und Flacăra veröffentlichte er mit Alexandru Paşcanu und Florin Eftimescu 1958 das musikdidaktische Werk Principii de armonie.
Als Komponist trat Chiriac u. a. mit Schauspiel- und Filmmusiken, sinfonischen und vokalsinfonschen Werken, Kammermusik, Chorwerken, Liedern und Folklorebearbeitungen für Orchester hervor. Zu den zahlreichen Auszeichnungen, die er erhielt, zählen drei Preise des Verbandes der Komponisten und Musikwissenschaftler Rumäniens (1953, 1972 und 1974), der George-Enescu-Preis der Rumänischen Akademie und der Kultur-Verdienst-Orden (Ordinul Meritul Cultural, 1969). Seine Tochter Corina Chiriac ist Sängerin.

## Werke
Schauspiel- und Filmmusiken
- Ţara primeşte oaspeţi
- Toamnă bogată
- Iancu Jianu
- Ochelarii bunicului
- Două lozuri
- D-ale carnavalului
- Telegrame
- Lumină de iulie

Sinfonische und chorsinfonische Werke
- Simfonia de cameră
- Rapsodia I
- Trei Dansuri simfonice
- Nocturnă
- Ars poetica
- Vara în Capitală
- Balada unui greier mic

Folklorearrangements
- Joc din Banat
- Cântec din Argeş
- Cântec haiducesc
- Mândruliţă dragă

Kammermusik
- Cântec de leagăn für Cello und Klavier
- Cvartet de coarde nr. 1
- Cântec şi joc für Violine und Klavier
- Sonatina für Violine und Klavier

Chorwerke und Lieder
- Cu flori în cosiţă
- 1 Mai
- Trec căruţele spre sat
- Teiule, frunză rotată
- Suită de cântece populare moldoveneşti
- Balada Lotrului
- Romanţă şi Balada unui greier mic
- Trei lieduri nach Texten von Lucian Blaga
- Trei madrigale şi un rondel
- Cișmigiu de toamnă